# Peter Hertner
Peter Hertner (* 28. August 1942 in Ulm; † 26. April 2023 in Halle/Saale) war ein deutscher Wirtschaftshistoriker und Hochschullehrer.

## Leben
Hertner studierte in Heidelberg, Besançon, Basel und Marburg Volkswirtschaftslehre und Geschichte (1968 Examen als Diplom-Volkswirt an der Universität Marburg). 1971 promovierte er in Marburg zum Dr. rer. pol. mit einer Arbeit über die frühneuzeitliche Stadtwirtschaft und Gesellschaft Straßburgs. Von 1970 bis 1977 war er Assistent am Fachbereich Sozial- und Wirtschaftsgeschichte der Universität Marburg und von 1977 bis 1981 Akademischer Rat am Institut für Geschichte der Technischen Hochschule Darmstadt.
Von 1981 bis 1986 war Hertner Wissenschaftlicher Mitarbeiter und von 1986 bis 1988 ordentlicher Professor für Wirtschaftsgeschichte in der Abteilung Geschichte und Kulturgeschichte des Europäischen Hochschulinstituts (EUI) in Florenz. 1986 erfolgte die Habilitation durch den Fachbereich Gesellschafts- und Geschichtswissenschaft der Technischen Hochschule Darmstadt für das Fach Neuere Geschichte mit besonderer Berücksichtigung der Sozial- und Wirtschaftsgeschichte mit einer Arbeit über den deutschen Kapitalexport nach Italien und die Entwicklung der italienischen Volkswirtschaft zwischen 1861 und 1894.
Hertner leitete von 1988 bis 1995 die Bibliothek des EUI und lehrte in dieser Zeit als außerordentlicher Professor an dessen Abteilung für Geschichte. Ab 1995 war er Professor für Wirtschafts- und Sozialgeschichte an der Martin-Luther-Universität Halle-Wittenberg.
Hertner war Mitherausgeber der Zeitschrift Società e Storia (Mailand) und des Jahrbuchs für Wirtschaftsgeschichte. Er war Mitglied des Wissenschaftlichen Beirats des Deutschen Historischen Instituts in Rom, der Gesellschaft für Unternehmensgeschichte, des Comité pour l'histoire de l'electricité (Paris) und der European Association for Banking and Financial History.

## Publikationen (Auswahl)
- Peter Hertner: Stadtwirtschaft zwischen Reich und Frankreich. Wirtschaft und Gesellschaft Straßburgs 1650 – 1714. Köln, Böhlau 1973 (= Neue Wirtschaftsgeschichte, Band 8; Marburg, Univ.-Diss. 1971).
- Thomas Brockmeier, Peter Hertner (Hrsg.): Menschen, Märkte & Maschinen. Die Entwicklung von Industrie und mittelständischer Wirtschaft im Raum Halle (Saale). Eine Zeitreise durch zwei Jahrhunderte. Halle a.d. Saale, Mitteldeutscher Verlag 2007.
- Peter Hertner, Dirk Schaal (Hrsg.): "Mehr Licht und Kraft!". Die Elektrifizierung im Raum Sachsen-Anhalt von den 1880er Jahren bis zum Ende des Zweiten Weltkriegs. Halle a.d. Saale, Verlag Druck-Zuck 2013 (= Beiträge zur Regional- und Landeskultur Sachsen-Anhalts, Band 56).